# Indiana Pacers 2006-2007
La stagione 2006-07 degli Indiana Pacers fu la 31ª nella NBA per la franchigia.
Gli Indiana Pacers arrivarono quarti nella Central Division della Eastern Conference con un record di 35-47, non qualificandosi per i play-off.

## Roster
| N° | Naz.                   | Ruolo | Sportivo             | Anno | Alt. | Peso |
| -- | ---------------------- | ----- | -------------------- | ---- | ---- | ---- |
| 1  | Stati Uniti (bandiera) | A     | Ike Diogu            | 1983 | 203  | 113  |
| 1  | Stati Uniti (bandiera) | A     | Stephen Jackson      | 1978 | 203  | 99   |
| 2  | Guyana (bandiera)      | GA    | Rawle Marshall       | 1982 | 206  | 86   |
| 3  | Lituania (bandiera)    | G     | Šarūnas Jasikevičius | 1982 | 193  | 88   |
| 3  | Stati Uniti (bandiera) | A     | Troy Murphy          | 1980 | 211  | 111  |
| 4  | Stati Uniti (bandiera) | A     | Shawne Williams      | 1986 | 206  | 102  |
| 5  | Stati Uniti (bandiera) | G     | Orien Greene         | 1982 | 193  | 94   |
| 6  | Stati Uniti (bandiera) | GA    | Marquis Daniels      | 1981 | 198  | 91   |
| 7  | Stati Uniti (bandiera) | AC    | Jermaine O'Neal      | 1978 | 211  | 103  |
| 9  | Stati Uniti (bandiera) | A     | Maceo Baston         | 1975 | 206  | 98   |
| 10 | Stati Uniti (bandiera) | AC    | Jeff Foster          | 1977 | 211  | 107  |
| 11 | Stati Uniti (bandiera) | G     | Jamaal Tinsley       | 1978 | 191  | 88   |
| 13 | Stati Uniti (bandiera) | C     | David Harrison       | 1982 | 213  | 127  |
| 17 | Stati Uniti (bandiera) | GA    | Mike Dunleavy        | 1980 | 206  | 100  |
| 20 | Stati Uniti (bandiera) | G     | Keith McLeod         | 1979 | 188  | 85   |
| 22 | Stati Uniti (bandiera) | A     | Josh Powell          | 1983 | 206  | 102  |
| 24 | Stati Uniti (bandiera) | G     | Darrell Armstrong    | 1968 | 183  | 77   |
| 32 | Stati Uniti (bandiera) | A     | Al Harrington        | 1980 | 206  | 104  |
| 33 | Stati Uniti (bandiera) | A     | Danny Granger        | 1983 | 203  | 102  |

## Staff tecnico
- Allenatore: Rick Carlisle
- Vice-allenatori: Johnny Davis, Leonard Perry, Dan Burke, Chad Forcier, Chuck Person
- Preparatore atletico: Josh Corbeil